# 성신초등학교 (충남)
성신초등학교는 대한민국 충청남도 천안시 서북구에 있는 공립 초등학교이다.

## 학교 연혁
- 1958년 2월 28일: 설립인가
- 1958년 4월 1일: 개교
- 1995년 2월 29일: 성신초등학교로 개칭
- 2017년 2월 10일: 제59회 졸업
- 2018년 2월 9일: 제60회 졸업
- 2019년 2월 15일: 제61회 졸업
- 2020년 1월 3일: 제62회 졸업

## 참고 자료
- 성신초등학교 - 한국교육학술정보원 학교알리미